# Grupo Inepar
O Grupo Inepar é um grupo industrial brasileiro, com origem no estado do Paraná que atua nas áreas de construção de equipamentos de energia, telecomunicações, etc.

## História
Em 1953 surge a ENCO - Engenharia e Comércio Ltda;
Em 1968 é criada a INELCO - Indústrias Elétricas e Comércio Ltda;
Em 1971 a INELCO sofre alteração na sua razão social passando a se chamar INEPAR - Indústrias Eletromecânicas do Paraná Ltda;
Em 1975 a INEPAR Ltda sofre transformçãoes passando a se chamar INEPAR S/A;
Em 1976 ocorreu a incorporação da ENCO, criando a INEPAR S/A Indústria e Construções;
Criação da IBR - Indústria Brasileira de Relés S/A;
Em 1977 acontece a implantação da INEPAR S/A Indústria e Construções na Cidade Industrial de Curitiba;
Em 1980 a Inepar abre seu capital social;
Em 1982 a Inepar S/A incorpora a IBR - Indústria Brasileira de Relés S/A;
Em 1986 a Inepar S/A adquire da Westinghouse do Brasil S/A todo o maquinário e tecnologia para fabricação de capacitores;
Em 1987 a Inepar  adquire da Westinghouse do Brasil S/A a tecnologia para a fabricação de chaves "CSL" e "PWT de Aterramento" para Banco de Capacitores;
A Aquisição, junto a Westinghouse Corporation (EUA), da Unidade Industrial de Campinas para a fabricação de semicondutores de potência.
Em 1991 a Inepar incorporação a Divisão de Sistemas de Automação da Microlab S/A. Aquisição da Politel para capacitores BT.
Em 1992 a Inepar realiza uma Joint-venture com a General Electric do Brasil S/A em medidores para toda a América do Sul.
Em 1993 a Fundação do Banco Central do Brasil - CENTRUS - passa a fazer parte do capital votante da INEPAR S/A Indústria e Construções. 
Em 1995 a Inepar realiza uma  Joint-venture com a HUBBELL Inc., dos EUA;
Em 1996 a Inepar faz a aquisição da Sade Vigesa Industrial e Serviços S/A;
Em 1997 a Inepar faz Joint-venture com a Landis & Gyr (hoje Siemens Metering Ltda). Joint-venture com a Mastec Inc., dos EUA; 
Consolidação da política de distribuição de ações. Joint-venture com a GE Hydro Canadá. Criação da Inepar-FEM Equipamentos e Montagens S/A (Joint-venture Bradesco/CSN/Inepar/BNDESPar); 
Acordo de Cooperação Empresarial com a CAF - Construcciones y Auxiliar de Ferrocarriles, para a produção de equipamentos metroferroviários; 
Aquisição da IESA - IESA
Em 1998 - Participação na reestruturação da Nordon S/A Indústrias Metalúrgicas. Joint-venture com a Arteche (Espanha) - fabricação de transformadores de medida; 
Em 1999 - Joint-venture com a Lucent Technologies Inc.  Reestruturação do Grupo Inepar em três grandes divisões de negócios, ficando a Inepar S/A; 
Indústria e Construções como a divisão para negócios de Equipamentos, Montagens e Serviços de infra-estrutura nas áreas de Energia, Telecomunicações e Petróleo entre outras;
Em 2000 - A Inepar consolida o Plano de Reestruturação Organizacional e Societária, com a incorporação da IESA e Sade Vigesa Industrial e Serviços S/A;
Assinado Acordo de Tecnologia com a L&H A.S. para equipamentos de exploração de petróleo. Recorde de vendas atingindo uma carteira de pedidos em dezembro de 2002 acima de R$ 1 Bilhão;
Em 2001 - Recorde de Faturamento anual da Inepar Indústria e Construções R$ 841 milhões (Receita Bruta sem Joint Ventures) e R$ 967 milhões (com Joint Ventures);
Em 2003 - Implantação e consolidação do Centro Empresarial Industrial do Grupo Inepar, com a transferência da Unidade de Curitiba para Araraquara, bem como a transferência da matriz e todas as suas atividades também para Araraquara;
Em 2005 – Criação da IESA Óleo & Gás a partir da IESA Projetos (criada em 2003);
Em 2007 - Receita Bruita de R$ 1 bilhão;
Em 2008 - Joint-Venture com a Triunfo Infraestrutura (TIISA);
Em 2012 – A empresa atinge uma Receita Bruta de R$ 2 bilhões;
Em 2014 - A empresa entra com pedido de Recuperação Judicial em 29 de Agosto de 2014 na Comarca de Araraquara do Estado de São Paulo. As dívidas com o BNDES - Banco Nacional de Desenvolvimento Econômico e Social chegam a R$850 milhões.